# Maler der Widder-Kanne

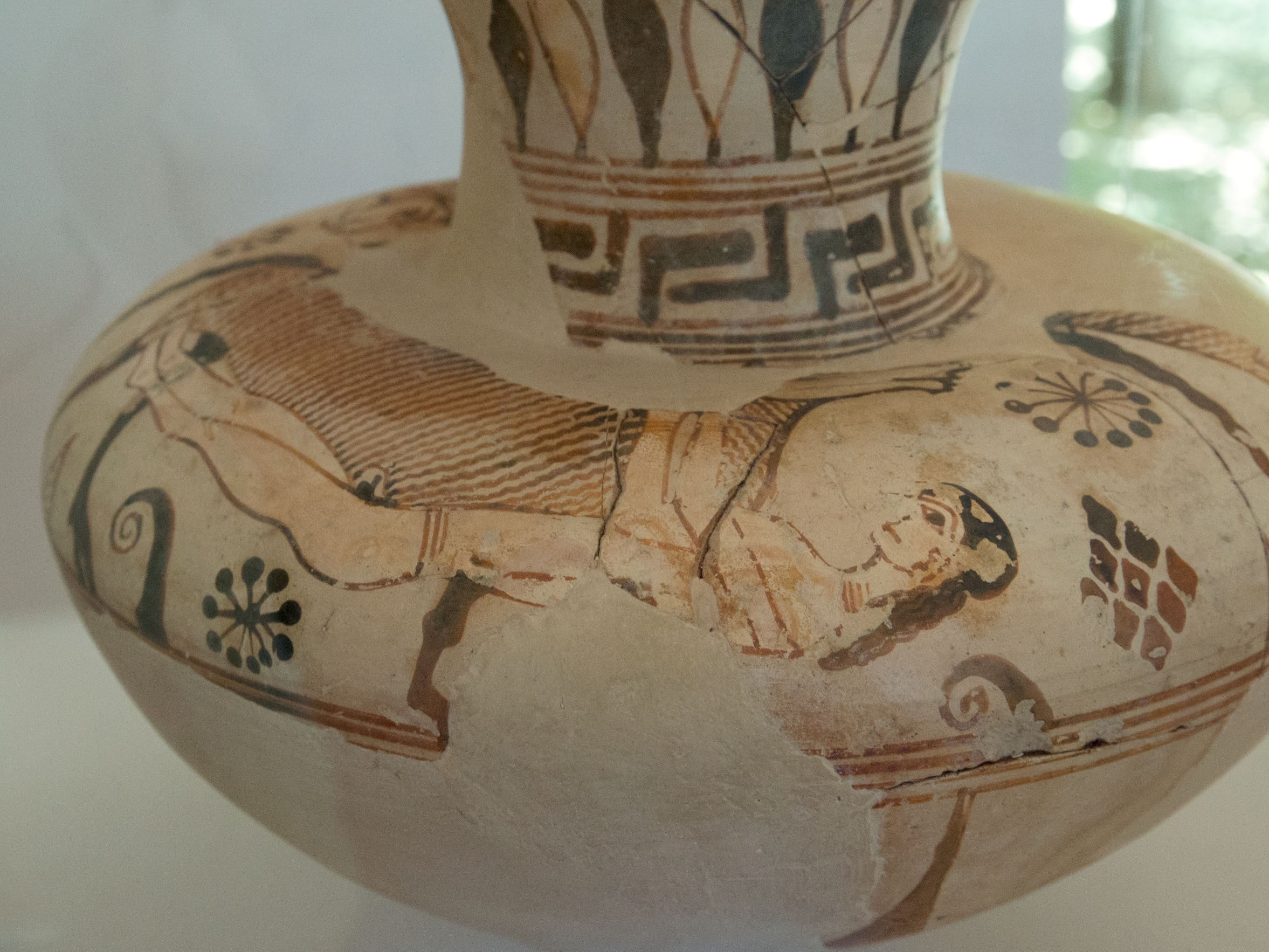
Namengebende Kanne (Oinochoe) in Ägina

Als Maler der Widder-Kanne (englisch: Ram Jug Painter) wird ein Maler des mittelprotoattischen Stils bezeichnet. Seine Werke werden ins zweite Drittel des 7. Jahrhunderts v. Chr. datiert.
Der Maler der Widder-Kanne bekam seinen Notnamen nach einer Oinochoe eines ostgriechischen Typs, die man in der Stadt Ägina gefunden hat (heute Ägina, Museum Inv. 566). Sie zeigt die Flucht des Odysseus und mehrerer seiner Gefährten, versteckt unter Widdern, aus der Höhle des Polyphem. Die hochhalsige Vase ist zudem mit diamantenähnlichen Mustern verziert. Zunächst hielt man die Vase für äginetisch, später für protokorinthisch, für argivisch, kretisch und kykladisch. Mittlerweile gilt die Vase als protoattisch. John D. Beazley hat dem Maler der Vase zudem eine fragmentarisch erhaltene Halsamphora zugewiesen, die für die attische Kunst eine Neuerung aufzuweisen hatte. Erstmals wurde eine mythologische Begebenheit auf Vorder- und Rückseite der Vase verteilt. Das vordere Bild zeigt Peleus mit dem knabenhaften Achill. Diese Zeichnung weist keine Ritzungen auf. Anders die Rückseite, die Cheiron zeigt. Eng mit dem Werk des Malers ist das des Polyphem-Malers verbunden.